# HPD・ARX-03
HPD・ARX-03は、2012年にホンダ・パフォーマンス・ディベロップメント（HPD）によって開発された、ル・マン・プロトタイプ（LMP）である。

## 概要
参戦するクラスに合わせ複数の仕様が存在し、ARX-03aおよび03cは、LMP1で使用するためにホンダ製V8,NAエンジンを搭載し、03bは、LMP2で使用するためにターボチャージャー付きV6エンジンを搭載した。FIA 世界耐久選手権（WEC）とアメリカン・ル・マン・シリーズ（ALMS）、ル・マン24時間レースで使用された。マッスルミルク・ピケットレーシングは、ALMSで使用するために03aを購入し、レベル5・モータースポーツは03bを使用した。WECでは、ストラッカ・レーシングとJRMが03aを使用し、LMP2クラスでスターワークス・モータースポーツが03bを使用した。

## 歴史

### 2012年
HPD・ARX-03は、セブリング12時間レースでレースデビューを果たした。初戦はALMSと、この年から始まったWECの両方のオープニングラウンドになった。マッスルミルク・ピケット・レーシングはHPD・ARX-03aで、LMP1クラスに参戦し、レベル5・モータースポーツはALMSで2台のARX-03bで、LMP2クラスに参戦した。セブリングでの給油ホースの不運の後、マッスルミルク・チームは次の5レースを続けて優勝し、バージニア・インターナショナル・レースウェイでも優勝した。最終戦プチ・ル・マンでは、ルーカス・ルーアがGTCクラスのポルシェと接触。レース中に修理が必要だったが、チームはポイントを獲得するためにレースの70％を走破することができた。マッスルミルク・ピケット・レーシングは、ライバルのダイソン・レーシングをわずか5ポイント上回ってLMP1クラス、ドライバー、チームタイトルを獲得した。レベル5・モータースポーツは、セブリング12時間でクラス1位になり、次の9レースのうち7レースで勝利し、モスポートとロードアメリカでのみ、ライバルであるコンクエスト・エンデュランスに敗れた。しかしチームはLMP2クラス、チーム、ドライバーズタイトルを獲得した。
ストラッカ・レーシング、JRM、スターワークス・モータースポーツは、新たに始まったWECの初シリーズに参戦。スターワークスチームは、開幕戦セブリング12時間レースとル・マン24時間レースを含む、3レースで勝利し、HPD・ARX-03bでLMP2チームタイトルを獲得した。ストラッカ・レーシングとJRMは、ARX-03aで参戦、スイスのレベリオン・レーシングに続くLMP1プライベータートロフィーで2位と3位に終わり、ストラッカ・レーシングは1勝を挙げた。

### 2013年
マッスルミルク・ピケット・レーシングは、ALMSで最初の3ラウンドは、HPD・ARX-03aを継続し、その後改良された、ARX-03cに移行した。チームはセブリング12時間で、レベリオン・レーシングとアウディスポーツ・チームヨーストに敗れたが、最終戦プチ・ルマンまで10レースで8勝を上げた。LMP2はレベル5・モータースポーツと、エクストリームスピード・モータースポーツが、元スターワークス-03bと2013年の新シャーシで参戦。レベル5は、ロングビーチを除くすべてのレースで勝利を収めた。マッスルミルクはLMP1クラス、チーム、ドライバーズタイトルを獲得し、レベル5はLMP2クラス、チーム、ドライバーズタイトルを獲得し、両チームとも2連覇を果たした。
ストラッカ・レーシングは、WECにHPD・ARX-03cでLMP1クラスに参戦する唯一のチームで、最初の3ラウンドのみを参戦した。チームはシルバーストンでリタイアしたが、プライベータークラスでスパ・フランコルシャンで2位、ル・マン24時間ではライバルのレベリオン・レーシングの前での1位、総合6位でフィニッシュした。

### 2014年
ALMSとグランダム・シリーズが合併し、新たに創設されたユナイテッド・スポーツカー選手権(USCC)で、エクストリームスピード・モータースポーツ（ESM）が、デイトナ・プロトタイプも参戦するPクラスに、ARX-03bで2台参戦。大きなパワー差に苦しみながらも、ラグナセカで1勝を上げ、ランキング7位、10位だった。

### 2015年
USCCでは、ESMが新型HPD・ARX-04bで初戦のデイトナ24時間レースに参戦。しかし2台ともリタイヤに終わり、セブリング12時間では旧型のARX-03bでレースすることを選択した。その後ALMSでのレースをキャンセルした。
WECでも、初戦のみARX-03bを使用し、次戦からリジェ・JS P2-ホンダへとマシンを変更した。

## ギャラリー

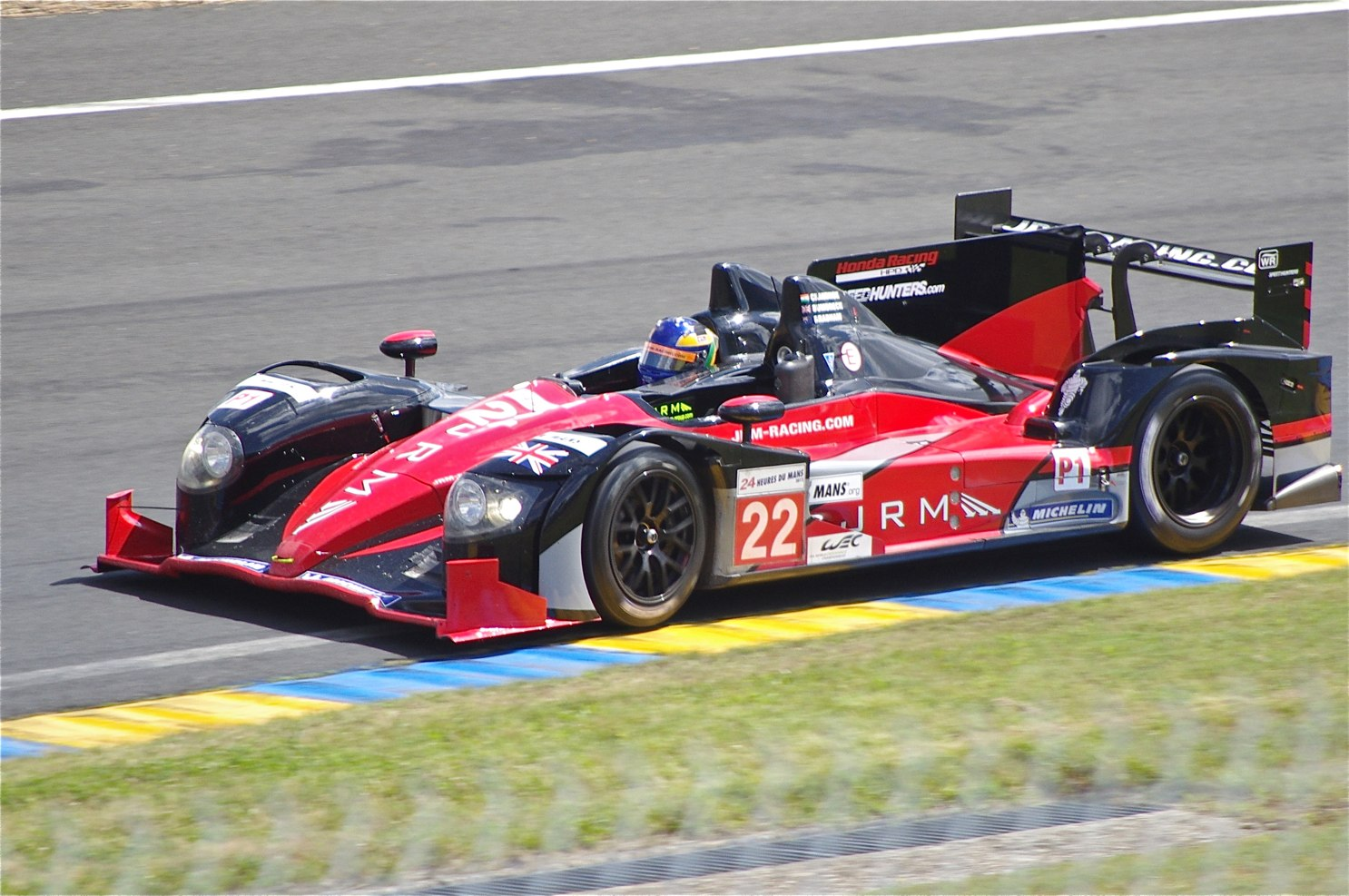
ARX-03a、JRM（2012年）
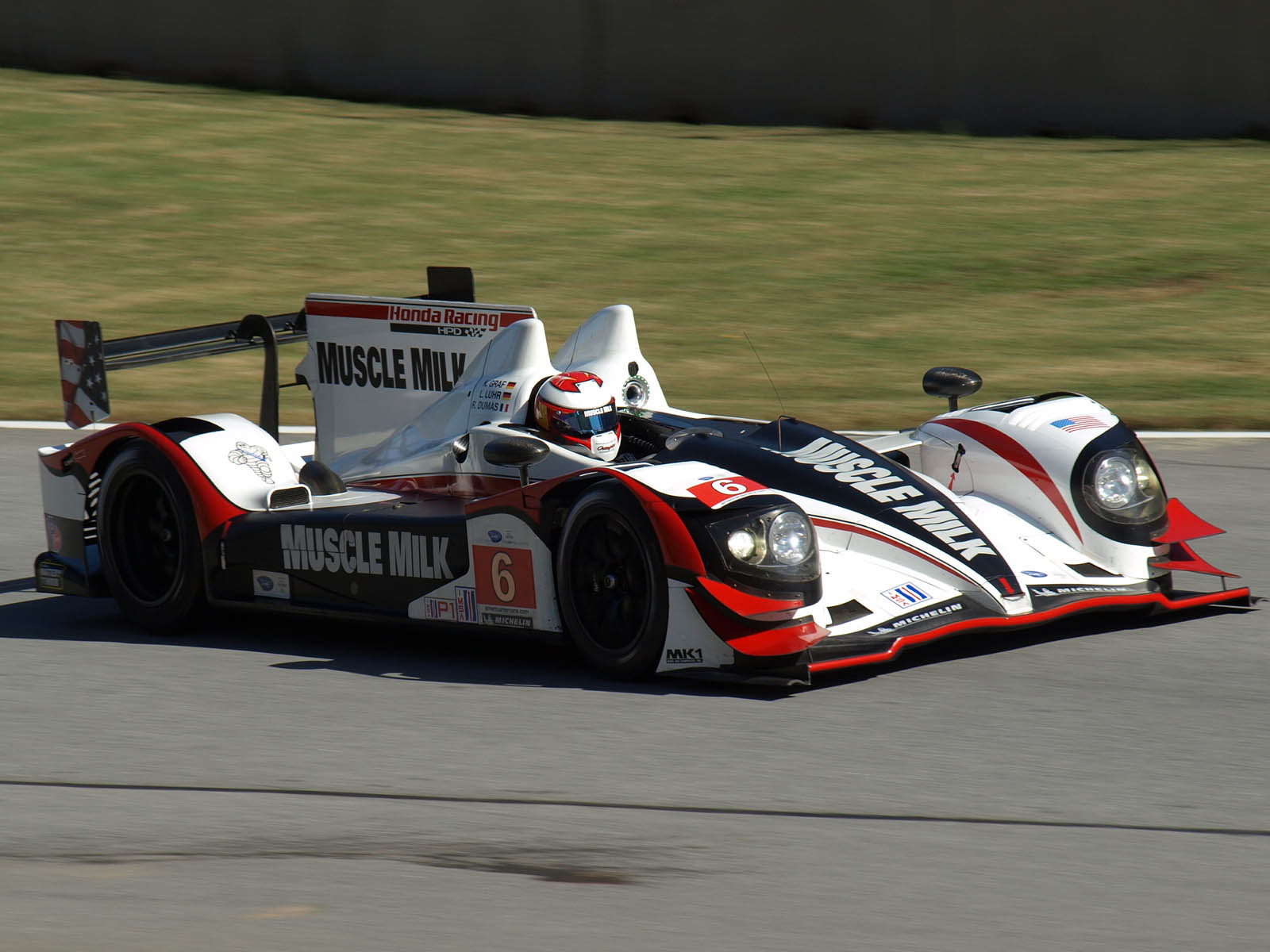
ARX-03a、マッスルミルク・ピケット（2012年）
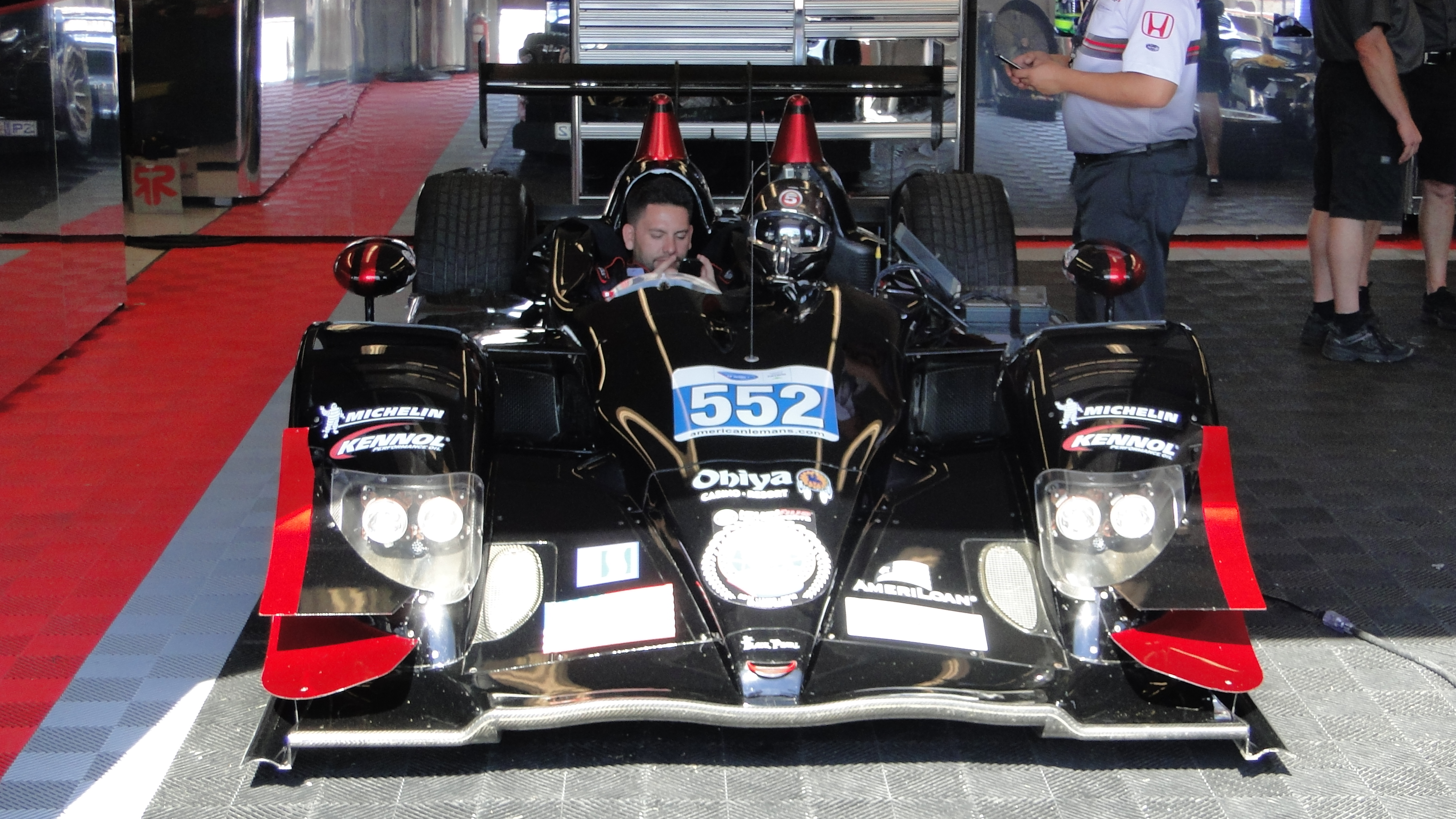
ARX-03b、レベル5・モータースポーツ（2013年）
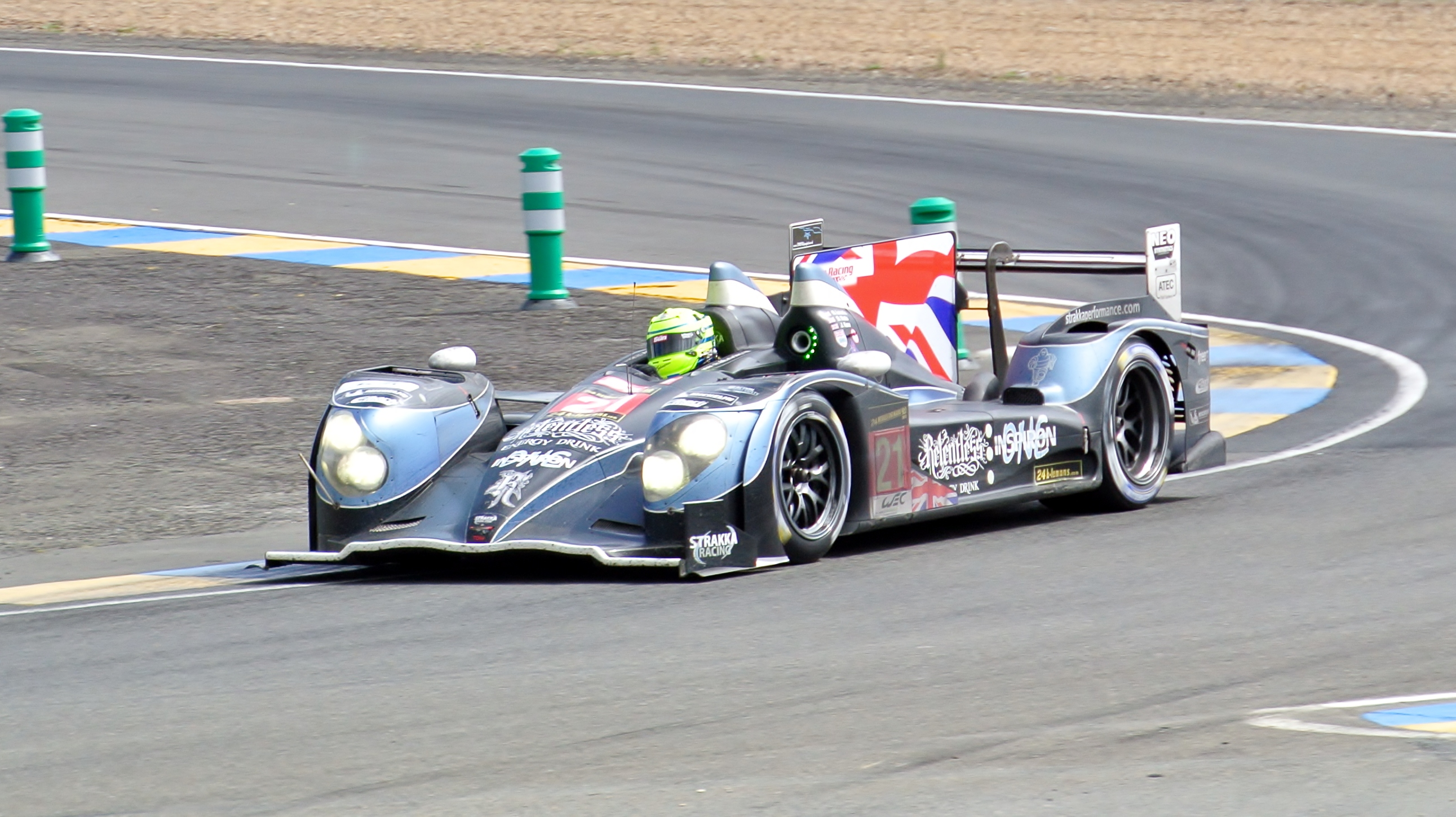
ARX-03c、ストラッカ・レーシング（2013年）
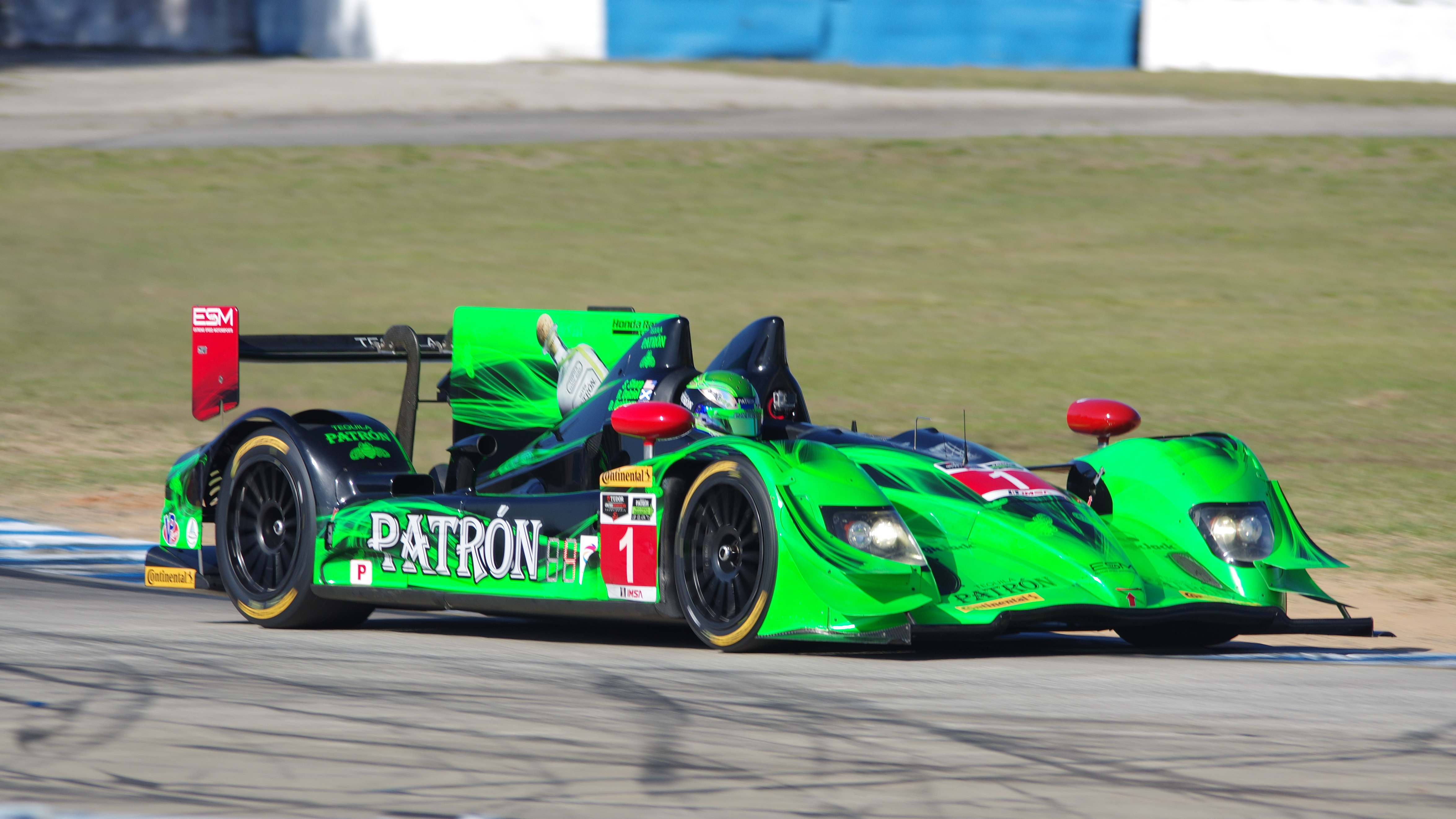
ARX-03b、エクストリームスピード（2014年）